# Unicurl
Unicurl Mattcurling, en inomhussport som är en variant av curling och som utvecklades av göteborgaren Carl-Åke Ahlqvist 1979. Istället för att använda stenar på is spelar man på nålfitsmatta med curlingstenar i plast i färgerna blått och gult. Sporten utvecklades först med tanke på handikappade men har idag blivit en populär sport bland pensionärer.
Idag spelas Unicurl i bland annat Sverige, Danmark, Norge, Tjeckien, Belgien, Tyskland, Japan, Kanada.

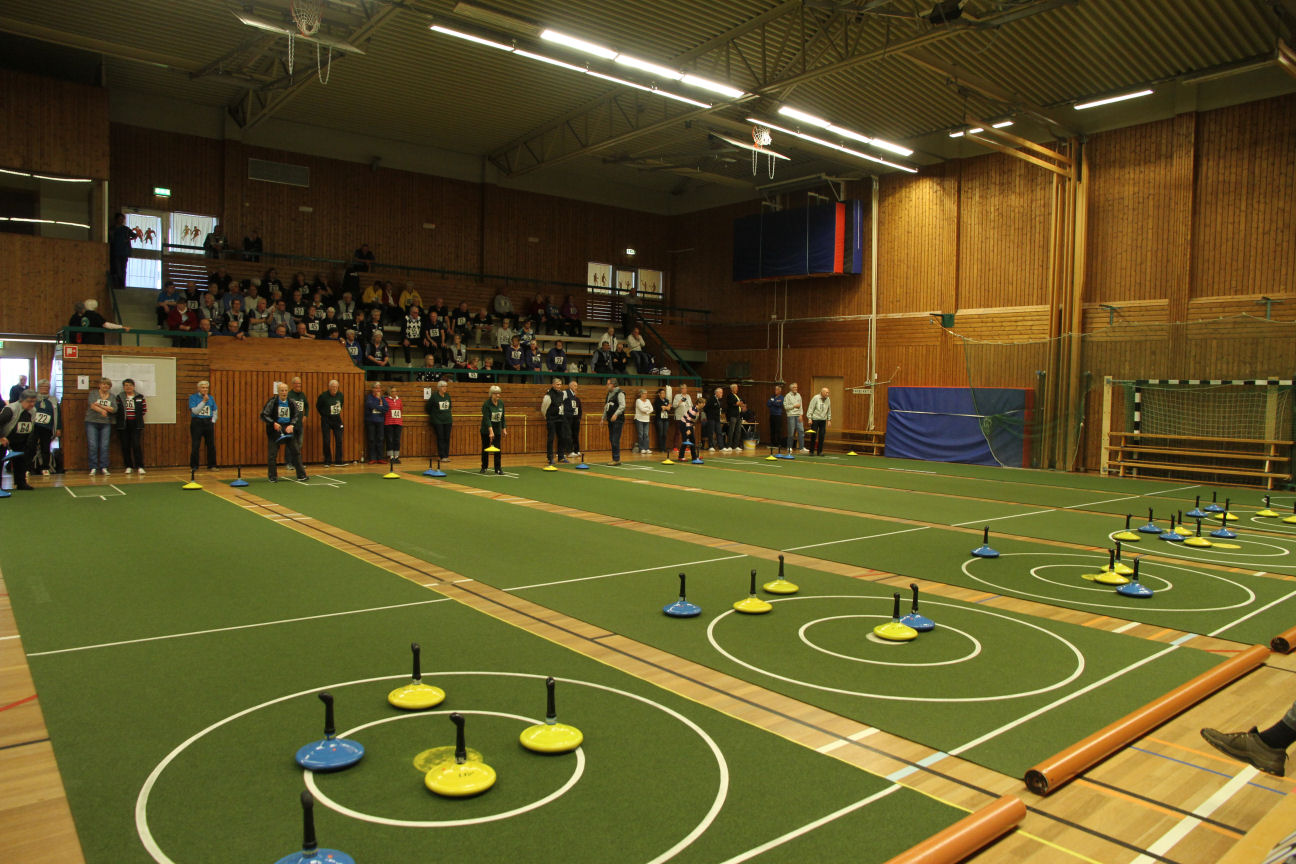
Unicurl Carpet Curling, Sweden